# (3857) Cellino
(3857) Cellino (1984 CD1) – planetoida z grupy pasa głównego asteroid okrążająca Słońce w ciągu 3,7 lat w średniej odległości 2,39 j.a. Odkrył ją Edward Bowell 8 lutego 1984 roku.